# United Banks Buenos Aires
United Banks Football Club – argentyński klub piłkarski z siedzibą w mieście Lomas de Zamora będącym częścią zespołu miejskiego Buenos Aires.

## Historia
Klub United Banks w 1897 roku awansował do pierwszej ligi. W 1898 roku klub zajął 5 miejsce i utracił prawo gry w pierwszej lidze.